# Жищинецька сільська рада
Жищине́цька сільська́ ра́да — адміністративно-територіальна одиниця та орган місцевого самоврядування в Городоцькому районі Хмельницької області. Адміністративний центр — село Жищинці.

## Загальні відомості
Жищинецька сільська рада утворена в 1918 році.
- Територія ради: 26,312 км²
- Населення ради: 1 518 осіб (станом на 2001 рік)

## Населені пункти
Сільській раді були підпорядковані населені пункти:
- с. Жищинці
- с. Балакири

## Склад ради
Рада складалася з 18 депутатів та голови.
- Голова ради: Мазій Микола Антонович
- Секретар ради: Хоптинець Ірина Георгіївна

### Керівний склад попередніх скликань
| Прізвище, ім'я, по батькові | Основні відомості                                                               | Дата обрання | Дата звільнення |
| --------------------------- | ------------------------------------------------------------------------------- | ------------ | --------------- |
| Майзій Микола Антонович     | Сільський голова, 1959 року народження, член Соціалістичної партії України      | 26.03.2006   | 31.10.2010      |
| Мазій Микола Антонович      | Сільський голова, 1959 року народження, освіта середня спеціальна, безпартійний | 31.10.2010   |                 |

Примітка: таблиця складена за даними сайту Верховної Ради України

### Депутати
За результатами місцевих виборів 2010 року депутатами ради стали:

#### За суб'єктами висування
| Суб'єкт висування                      | Кількість обраних депутатів | %    |
| -------------------------------------- | --------------------------- | ---- |
| Народна партія                         | 6                           | 33,3 |
| Самовисування                          | 5                           | 27,8 |
| Партія регіонів                        | 4                           | 22,2 |
| Партія Християнсько-Демократичний Союз | 1                           | 5,6  |
| Політична партія «Сильна Україна»      | 1                           | 5,6  |
| Селянська партія України               | 1                           | 5,6  |

#### За округами
| № округу                               | Прізвище, ім'я, по батькові       | Дата визнання обраним | Освіта             | Партійна приналежність                      | Відомості про обраного депутата                        |
| -------------------------------------- | --------------------------------- | --------------------- | ------------------ | ------------------------------------------- | ------------------------------------------------------ |
| Народна Партія                         |                                   |                       |                    |                                             |                                                        |
| 1                                      | Маргошина Валентина Володимирівна | 03.11.2010            | середня спеціальна | член Народної партії                        | хлібопекарня м. Київ, пекар                            |
| 7                                      | Івах Любов Борисівна              | 03.11.2010            | середня спеціальна | член Народної партії                        | Жищинецька сільська рада, спеціаліст землевпорядник    |
| 10                                     | Марчук Світлана Власівна          | 03.11.2010            | середня спеціальна | член Народної партії                        | тимчасово не працює                                    |
| 14                                     | Хоптинець Ірина Георгіївна        | 03.11.2010            | вища               | член Народної партії                        | Жищинецька сільська рада, секретар                     |
| 17                                     | Дорофеєва Ніна Іванівна           | 03.11.2010            | середня спеціальна | член Народної партії                        | тимчасово не працює                                    |
| 18                                     | Сабат Володимир Миколайович       | 03.11.2010            | середня            | член Народної партії                        | с. Балакири, комірник                                  |
| Партія регіонів                        |                                   |                       |                    |                                             |                                                        |
| 2                                      | Мазій Василина Іванівна           | 03.11.2010            | середня спеціальна | член Партії регіонів                        | Жищинецька сільська бібліотека, бібліотекар            |
| 4                                      | Івах Тетяна Миколаївна            | 03.11.2010            | вища               | член Партії регіонів                        | с. Жищинці, соціальний працівник                       |
| 12                                     | Кузьменко Владислав Лукіч         | 03.11.2010            | вища               | член Партії регіонів                        | пенсіонер                                              |
| 13                                     | Щербаков Володимир Володимирович  | 03.11.2010            | середня            | член Партії регіонів                        | тимчасово не працює                                    |
| Партія Християнсько-Демократичний Союз |                                   |                       |                    |                                             |                                                        |
| 8                                      | Хоптинець Людмила Анатоліївна     | 03.11.2010            | вища               | член Партії Християнсько-Демократичний Союз | тимчасово не працює                                    |
| Політична партія «Сильна Україна»      |                                   |                       |                    |                                             |                                                        |
| 5                                      | Гоцанюк Галина Ярославівна        | 03.11.2010            | середня            | член Політичної партії «Сильна Україна»     | с. Жищинці, продавець                                  |
| Селянська партія України               |                                   |                       |                    |                                             |                                                        |
| 11                                     | Кострубська Валентина Феліксівна  | 03.11.2010            | середня спеціальна | член Селянської партії України              | тимчасово не працює                                    |
| Самовисування                          |                                   |                       |                    |                                             |                                                        |
| 3                                      | Прущишин Віктор Йосипович         | 03.11.2010            | вища               | позапартійний                               | Пенсіонер                                              |
| 6                                      | Пилипчик Василь Володимирович     | 03.11.2010            | середня спеціальна | позапартійний                               | тимчасово не працює                                    |
| 9                                      | Івах Ганна Леонідівна             | 03.11.2010            | середня спеціальна | позапартійна                                | фельдшерсько-акушерський пункт с. Жищинці, завідувачка |
| 15                                     | Гриськова Оксана Олександрівна    | 03.11.2010            | середня спеціальна | позапартійна                                | тимчасово не працює                                    |
| 16                                     | Гладущак Поліна Іванівна          | 03.11.2010            | середня            | позапартійна                                | с. Балакири, продавець                                 |